# Купер, Френсис, 7-й граф Купер
Френсис Томас де Грей Купер, 7-й граф Купер (англ. Francis Thomas de Grey Cowper, 7th Earl Cowper; 11 июня 1834 — 18 июля 1905) — английский государственный деятель.
В 1856 году, после смети отца, унаследовал его титулы и стал членом верхней палаты парламента. Во втором кабинете Гладстона занимал пост лорда-лейтенанта Ирландии. В 1886 году был одним из решительных противников гладстоновского билля о гомруле и одним из основателей партии юнионистов.